# Vavara
Vavara  é um gênero botânico da família Acanthaceae

## Espécie
Vavara breviflora

## Nome e referências
Vavara Benoist